# Keizerelfje
Het keizerelfje (Malurus cyanocephalus) is een zangvogel uit de familie van de elfjes (Maluridae). Dit elfje is een endemische vogelsoort uit Nieuw-Guinea.

## Beschrijving
Het keizerelfje is 13 cm lang. Het mannetje is helemaal donkerblauw gekleurd. Het vrouwtje heeft alleen een donkerblauwe kop, bruin op de rug en de stuit en zij heeft een lichte buik.

## Verspreiding en leefgebied
De soort komt voor in de laaglanden van West-Papoea (Indonesië) en Papoea-Nieuw-Guinea en op de eilanden Salawati, Yapen, Biak en de Aru-eilanden.
Het keizerelfje is plaatselijk algemeen in gebieden met laag struikgewas aan de rand van bos of in verlaten tuinen.
De soort telt drie ondersoorten:
- M. c. cyanocephalus: noordwestelijk en noordelijk Nieuw-Guinea.
- M. c. mysorensis: Biak.
- M. c. bonapartii: zuidelijk Nieuw-Guinea en de Aru-eilanden.